# Dei Verbum
Dei Verbum (dobesedno slovensko Božja beseda) je dokument Rimskokatoliške Cerkve, ki je nastal med drugim vatikanskim koncilom; objavil ga je papež Pavel VI. 18. novembra 1965. Za dokument je glasovalo 2.344 škofov, proti pa 6.
Dokument nosi slovenski naslov Dogmatična konstitucija o Božjem razodetju in velja za enega pomembnejših dokumentov tega koncila.